# ۳۴۵ کالیفرنیا سنتر
۳۴۵ کالیفرنیا سنتر (به انگلیسی: 345 California Center) آسمان‌خراش ۴۸ طبقه به ارتفاع ۶۲۰ فوت (۱۹۰ متر)، با کاربری اداری-تجاری و هتل است، که در شهر سان فرانسیسکو، کالیفرنیا مستقر می‌باشد. پروژه ساخت این ساختمان در سال ۱۹۸۴ آغاز شد و در سال ۱۹۸۶ تکمیل و افتتاح گردید.

## نگارخانه

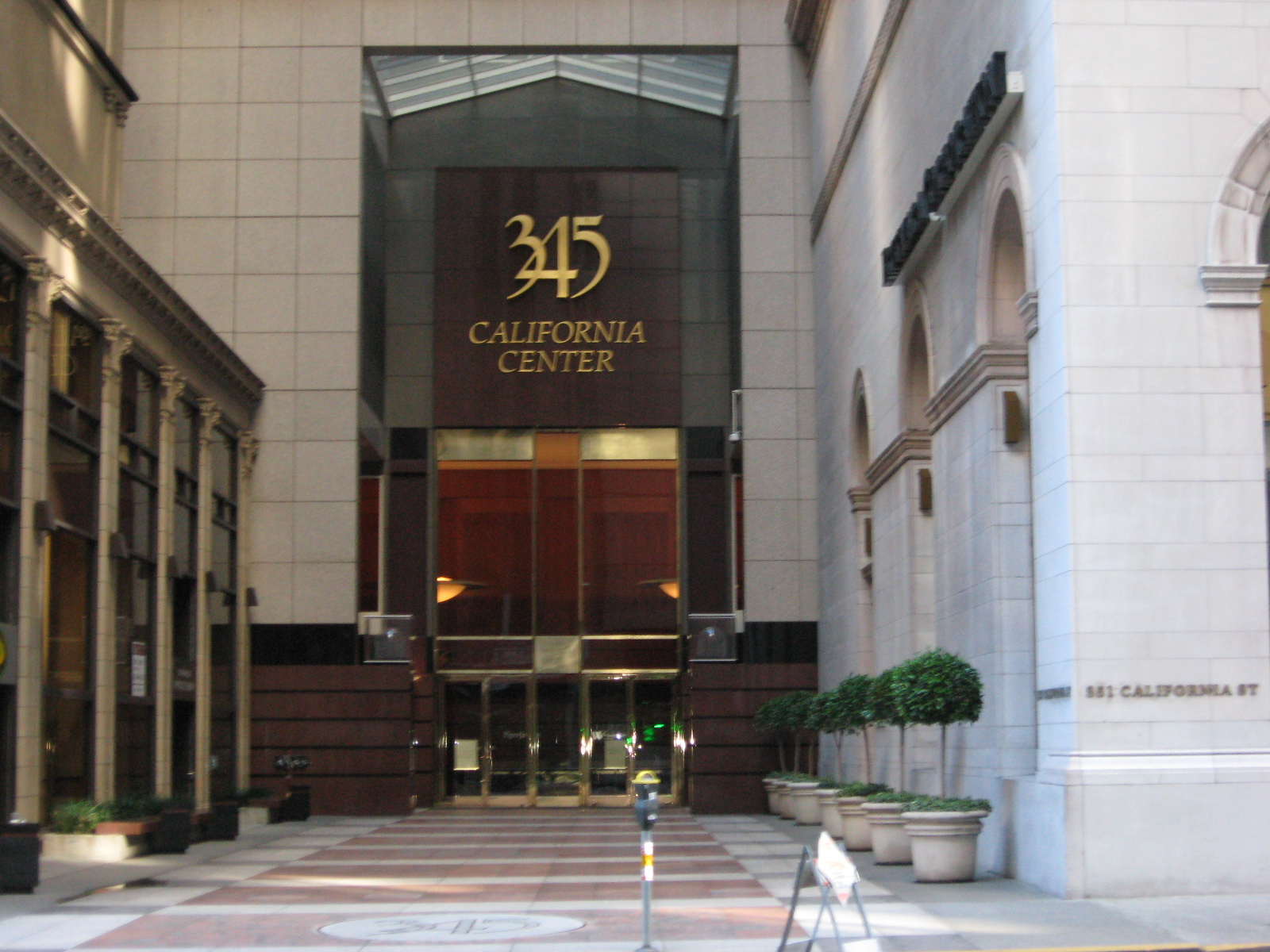
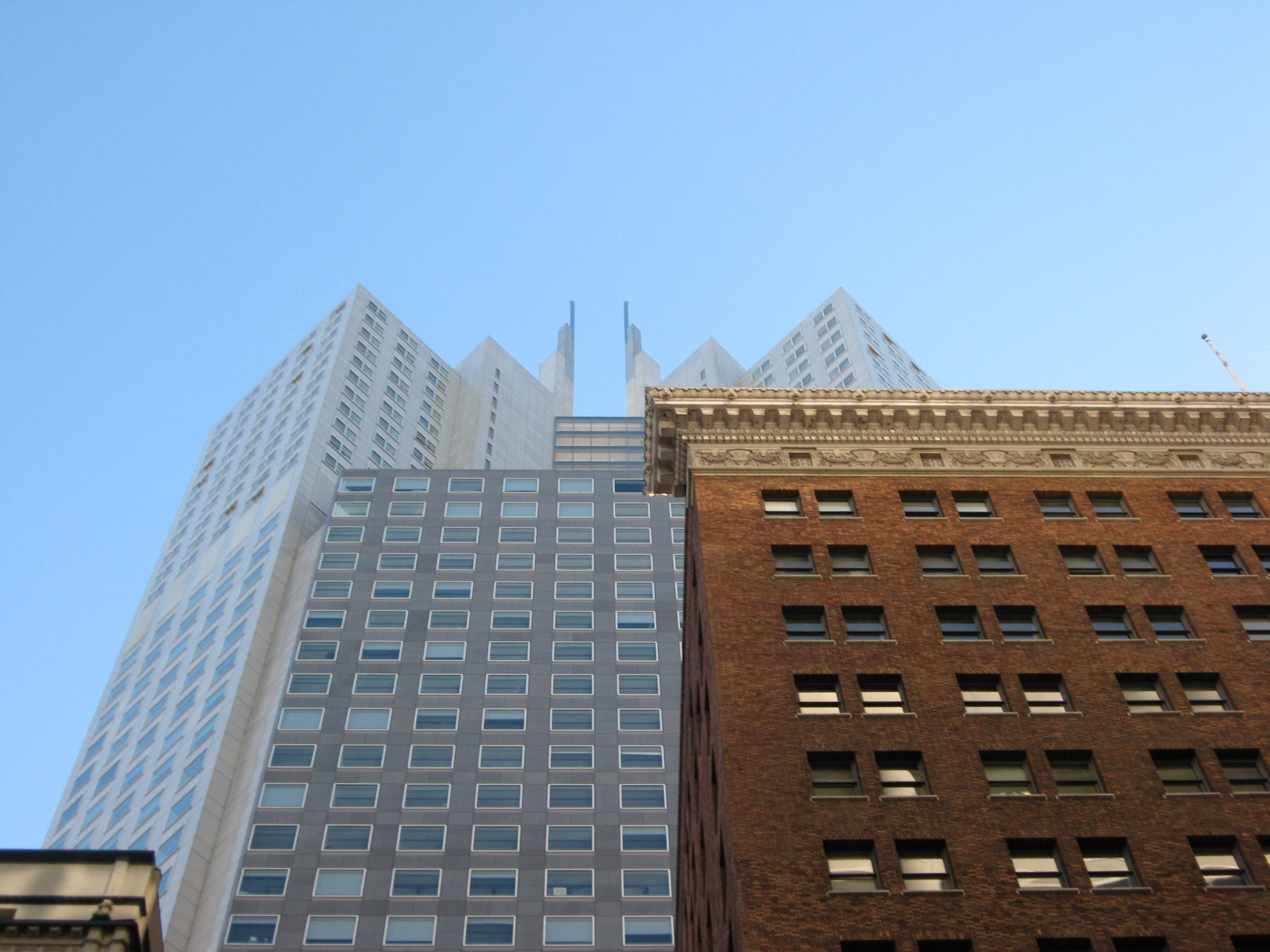